# 悉尼·胡克
悉尼·胡克（英語：Sidney Hook，1902年12月20日—1989年7月12日），實用主義派的美國哲學家，以對歷史哲學，教育哲學，政治理論和道德哲學的貢獻聞名。胡克在青年時擁抱共產主義，之後以批評極權主義（包括法西斯主義和馬克思列寧主義）聞名。身為一個務實的社會民主主義者，胡克有時與保守派合作，特別是在反對共產主義上。第二次世界大戰後，他認為從道德觀點，可以禁止美國共產黨和民主集中制的成員擔任公職，因為他們主張以暴力推翻民主政府。

## 生平

### 馬克思主義者時期
在胡克的職業生涯開始時，他是馬克思哲學的的專家，自己也是一個馬克思主義者。他1928年在柏林聽柯爾施的演講，1929年夏天到莫斯科的馬克思恩格斯研究院作研究。他的作品起初對於蘇聯十分熱情，並在1932年支持美國共產黨的候選人威廉·福斯特競選美國總統。1933年，胡克認為共產國際的政策要為納粹主義在德國的勝利負責，因此與共產國際完全決裂。他指責約瑟夫·斯大林把“俄羅斯國家的需要”放在“國際革命”的需要之上。
然而，胡克在大蕭條時期仍然活躍於一些左翼活動。1933年，由荷蘭出生的和平主義者 A.J. Muste 所領導的美國工人黨，胡克與詹姆斯·伯納姆是組織者之一。胡克還與激進的伊士曼對馬克思主義的意義進行了一系列公開的辯論。在20世紀30年代後期，胡克幫助托洛茨基在莫斯科公審反駁斯大林對托洛茨基的指控。

## 晚年
美國國家人文基金會選胡克為1984年杰斐遜講座，該講座是美國政府對於人文成就給予的最高榮譽。胡克的演講題目是“保衛自由社會的教育”。
於1985年5月23日，胡克被羅納德·裡根總統授予總統自由勳章。
胡克的回憶錄Out of Step描述了他的生活，他在教育方面的活動，與其他知識分子如诺姆·乔姆斯基的爭議，和對莫蒂默·傑爾姆·阿德勒，布萊希特，莫里斯·科恩，約翰·杜威，伊士曼，愛因斯坦和伯特蘭·羅素的回憶。

## 作品

### 書籍
- The Metaphysics of Pragmatism Chicago, The Open Court Publishing Company, 1927.
- Towards the Understanding of Karl Marx: A Revolutionary Interpretation New York City: John Day Company, 1933.
- Christianity and Marxism: A Symposium New York City: Polemic Publishers, 1934.
- The Meaning of Marx, an edited collection, 1934.
- From Hegel to Marx, 1936.
- John Dewey: An Intellectual Portrait, 1939.
- Reason, Social Myths, and Democracy, 1940.
- The Hero in History: A Study in Limitation and Possibility （页面存档备份，存于）, 1943.
- Education for Modern Man （页面存档备份，存于）, 1946.
- John Dewey: Philosopher of Science and Freedom, Hook, editor, 1950.
- Heresy, Yes; Conspiracy, No, 1953.
- Sidney Hook. . Van Nostrand. 1955  [2013-12-31]. （原始内容存档于2014-01-31）.
- Common Sense and the Fifth Amendment （页面存档备份，存于） New York City: Criterion Books, 1957.
- Political power and personal freedom: critical studies in democracy, communism, and civil rights, New York City: Criterion Books, 1959.
- The Quest for Being, and Other Studies in Naturalism and Humanism, 1961.
- The Fail-Safe Fallacy, 1962.
- Sidney Hook. . University of California Press. 1962  [2013-12-31]. （原始内容存档于2014-04-04）.
- The Place of Religion in a Free Society, 1968.
- Academic Freedom and Academic Anarchy, 1970.
- Pragmatism and the Tragic Sense of Life, 1974.
- Sidney Hook. . Rowman and Littlefield. 1983  [2013-12-31]. ISBN 978-0-8476-7159-5. （原始内容存档于2014-01-31）.
- Sidney Hook. . Harper & Row. 1987  [2013-12-31]. ISBN 978-0-06-015632-9. （原始内容存档于2014-01-31）.
- Sidney Hook. . Prometheus Books. 1990  [2013-12-31]. ISBN 978-1-61614-004-5. （原始内容存档于2014-01-31）.

### 文章
- "Karl Marx and Moses Hess," 1934 （页面存档备份，存于）
- "Marx's Criticism of 'True Socialism,'" 1935 （页面存档备份，存于）
- "Marx and Feuerbach," 1936 （页面存档备份，存于）
- "Heresy, Yes—But Conspiracy, No," The New York Times, 1950